# Clayton Le Sann
Clayton François Le Sann (* 23. November 1995 in Genf) ist ein Schweizer Basketballspieler.

## Werdegang
Le Sanns Vereine im Nachwuchsbereich waren Champel Basket, Chêne Basket, Grand-Saconnex BBC und Meyrin Basket. Im Spieljahr 2011/12 gab er für Bernex Basket seinen Einstand in der Nationalliga B. In der höchsten Schweizer Spielklasse, Nationalliga A, stand er erstmals während des Spieljahres 2014/15 auf dem Feld.
Zwischen 2015 und 2020 verbrachte er fünf Jahre in den Vereinigten Staaten. Am College of the Holy Cross studierte er im Hauptfach Psychologie und wurde für seine Studienleistungen ausgezeichnet. Er bestritt 75 Spiele für die Basketballmannschaft der Hochschule.
Er wurde 2020 von Vevey Riviera Basket verpflichtet, der Wechsel platzte aber, da der Verein keine Teilnahmeberechtigung für die Nationalliga A erhielt. Ab März 2021 bestritt Le Sann sechs Spiele für den spanischen Viertligisten C.D.E. Becedo Santander.
Im Spieljahr 2021/22 war er Leistungsträger des BBC Monthey-Chablais, im Sommer 2022 schloss sich Le Sann wieder den Lions de Genève an. Er spielte bis November 2023 für Genf, im Januar 2024 ging er nach Monthey zurück.

### Nationalmannschaft
Le Sann nahm mit den Auswahlmannschaften der Schweiz an B-Europameisterschaften der Altersklassen U16, U18 und U20 teil, später wurde er Mitglied der Herrennationalmannschaft.